# 妙法寺 (青森県中泊町)
妙法寺（みょうほうじ）は、青森県北津軽郡中泊町宝森にある日蓮宗の寺院。山号は思親山。中山妙宗として開山。伝伝教大師最澄作の子育鬼子母尊神像と久遠成院日親（京都の本法寺などを開山）の曼荼羅本尊を祀る。

## 歴史
- 昭和27年（1952年）唯厚院日要の開山で創建された。

## 伽藍
- 本堂　平成10年（1998年）日蓮宗立教開宗750年記念事業として移転新築されたもの。
- 中里観音

## 周辺寺院
- 弘法寺　慶長10年（1605年）の創建で日蓮宗寺院としては県下最古という。
- 正行寺　宝永4年（1707年）現在地に移転した。

## 参考資料
- 日蓮宗寺院大鑑編集委員会『宗祖第七百遠忌記念出版 日蓮宗寺院大鑑』大本山池上本門寺 (1981年)
- 『中泊町史跡文化財マップ』中泊町博物館（2012年）